# Blue Lock
Blue Lock (ブルーロック, Burū Rokku)  (gestileerd als BLUELOCK) is een Japanse mangaserie geschreven door Muneyuki Kaneshiro en geïllustreerd door Yusuke Nomura. Het wordt sinds augustus 2018 gepubliceerd in Kodansha's Weekly Shōnen Magazine. De afzonderlijke delen zijn verzameld in 35 tankōbon-volumes vanaf augustus 2025.
Een animeserie werd door Eight Bit geproduceerd en van oktober 2022 tot maart 2023 uitgezonden. Een animefilm gebaseerd op de Episode Nagi spin-off manga werd in april 2024 uitgebracht. Een tweede seizoen, getiteld VS U-20 Japan, werd uitgezonden van oktober tot december 2024.
In maart 2025 waren er wereldwijd meer dan 45 miljoen exemplaren van de manga in omloop, waarmee het een van de bestverkochte mangaseries aller tijden was. In 2021 won Blue Lock de 45e Kodansha Manga Award in de shōnen-categorie.

## Verhaallijn
Het Japanse nationale team eindigde als 16e op het WK van 2018. De Japanse voetbalbond huurt voetballegende Jinpachi Ego in. Zijn meesterplan om Japan naar de top te leiden is Blue Lock, een trainingsprogramma dat is ontworpen om 's werelds grootste egoïstische spits te creëren. Wie Blue Lock in de steek laat, zal Japan nooit meer mogen vertegenwoordigen. Yoichi Isagi, een doorsnee middelbare scholier, twijfelt over zijn speelstijl. Hij besluit zich aan te melden bij het programma om tegen 299 andere spelers te strijden om de beste spits ter wereld te worden.